# 貝特維森

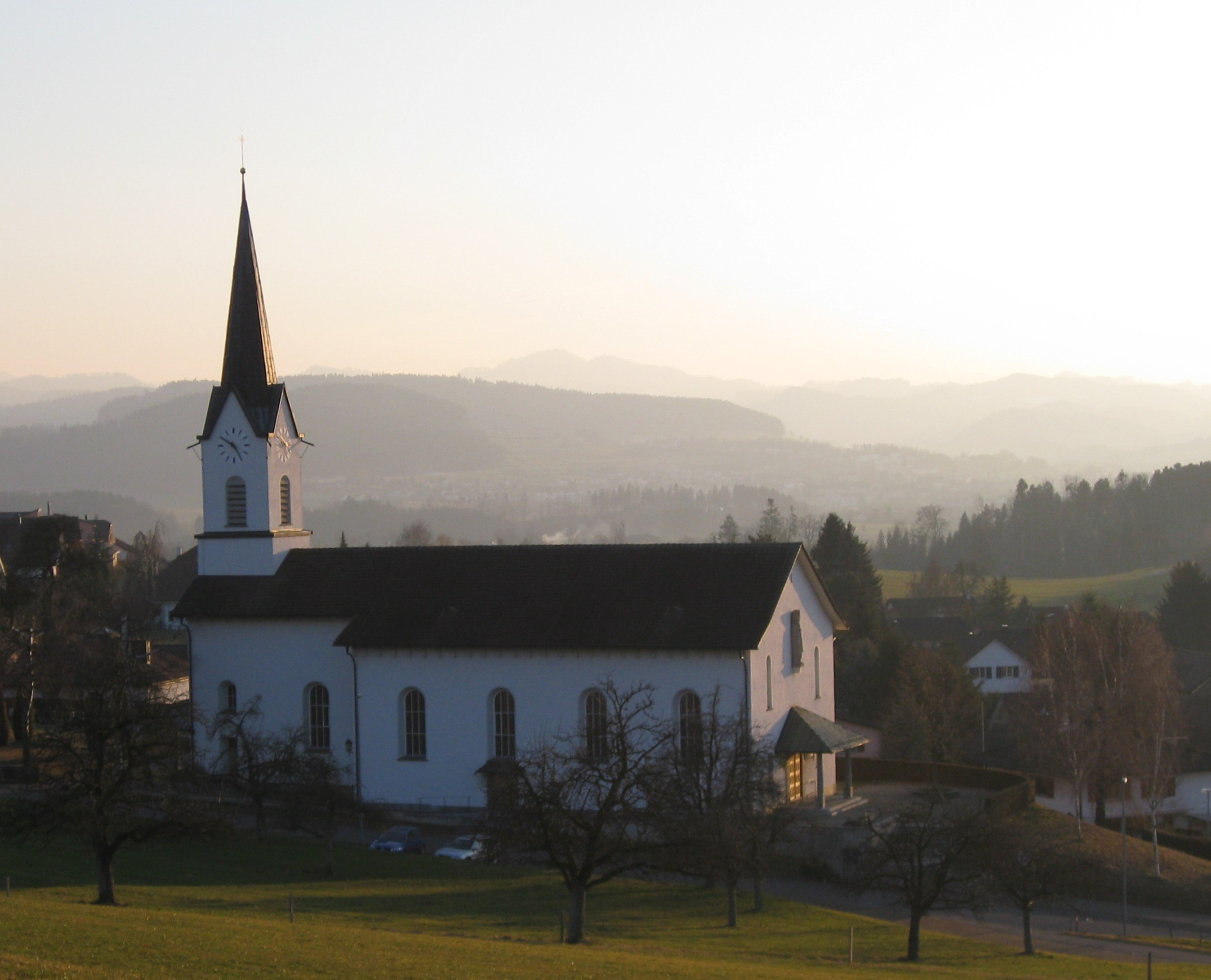

貝特維森是瑞士的城鎮，位於該國東北部，由圖爾高州負責管轄，面積3.85平方公里，海拔高度550米，2012年人口1,109，五成半人口信奉羅馬天主教，人口密度每平方公里288人。